# Col des Écorbans
Le col des Écorbans est un col routier du Massif central, situé en limite des départements de la Loire et du Rhône, entre Roanne et Mâcon. Son altitude est de 825 mètres mais la pancarte du col indique cependant 853 mètres.

## Géographie
Le col se trouve dans le Haut-Beaujolais en limite nord-est de Ranchal dans le département du Rhône et de Belleroche dans celui de la Loire.

## Histoire
Un camp militaire allemand de trois hectares a été créé en 1942 à 870 m d'altitude sur la commune de Ranchal, 400 m à l'est du col par le sentier de grande randonnée 765, près de l'intersection avec le GR7. Sa fonction était d'abriter une station de deux radars Würzburg Riese FuMG 65 pour repérer et localiser les avions alliés qui effectuaient des raids de nuit sur un rayon de 30 kilomètres environ jusqu'à Roanne, Villefranche-sur-Saône et Mâcon. Ce camp a été détruit par les Allemands lors de leur départ en juin 1944.

## Activités

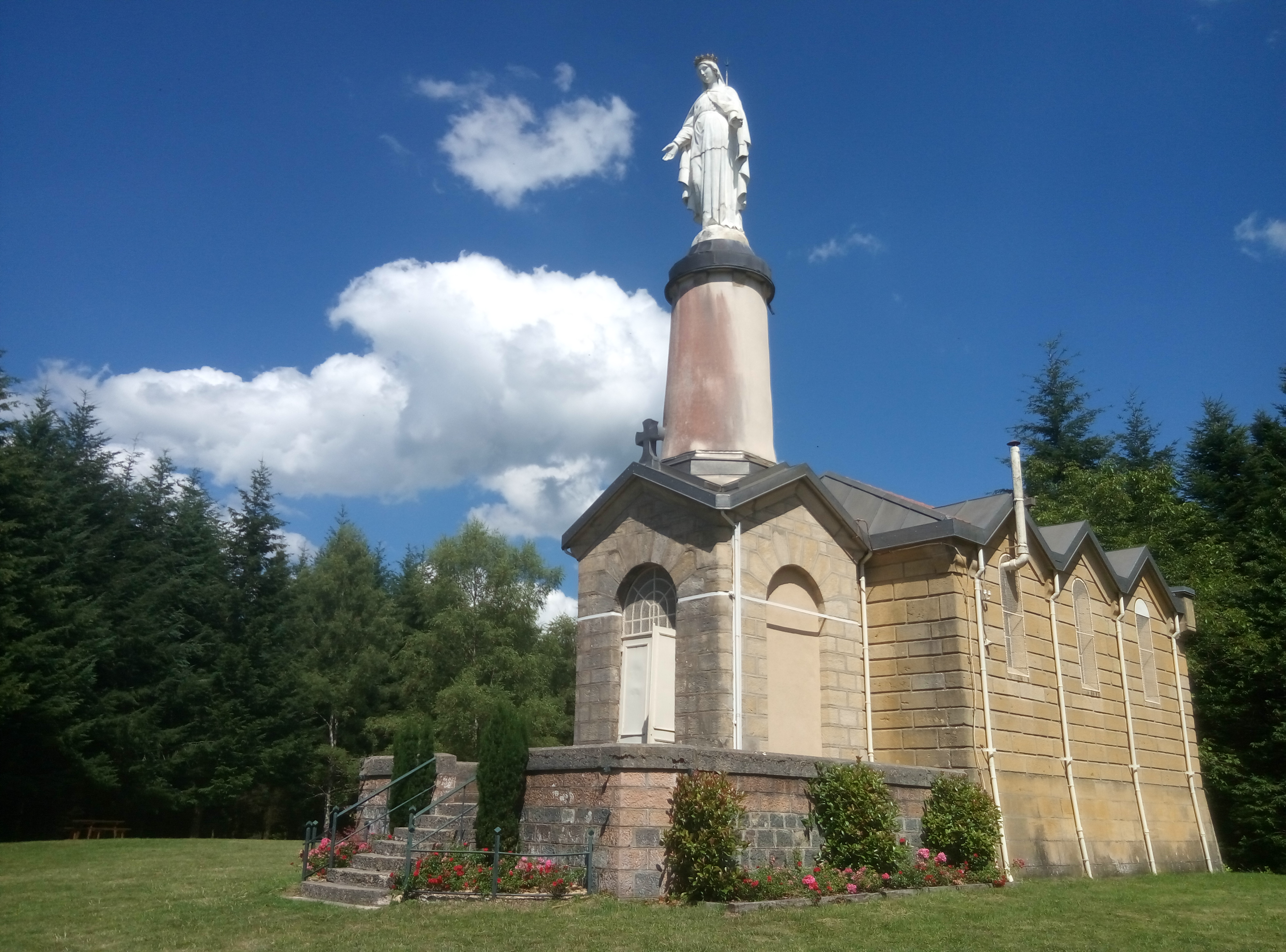
Chapelle Notre-Dame-de-la-Rochette.

### Randonnée
Si le sentier de grande randonnée 7 approche le col à environ 400 m à l'est, la variante nord du sentier de grande randonnée 765 y passe. À environ 600 m au sud se trouve la chapelle Notre-Dame-de-la-Rochette sur un sommet à 867 m d'altitude.

### Cyclisme
Le col, classé en 3e catégorie (4,2 km à 5,6 %), est emprunté par la 5e étape du Critérium du Dauphiné 2022 entre Thizy-les-Bourgs et Chaintré. Le coureur belge Jan Bakelants est passé en tête.
Il est au programme, toujours en 3e catégorie, de la 12e étape du Tour de France 2023. C'est le coureur italien Giulio Ciccone qui est passé en tête.